# Moments in Love
Moments in Love is een nummer van The Art of Noise dat voor het eerst werd uitgebracht in 1983, op single in 1985 en in een remixversie in 1987.
Het is een elektronisch downtemponummer dat vrijwel instrumentaal is. De enige tekst is "Moments in love", gezongen door Camilla Pilkington.
De oorspronkelijke versie duurt ruim tien minuten. Deze stond op de debuut-ep van Art of Noise, Into Battle uit 1983. De singleversie duurt 4 minuten en 40 seconden, werd in 1983 als promosingle uitgebracht en in 1985 wereldwijd. Op het compilatiealbum And What Have You Done With My Body, God? staan verschillende versies van het nummer, waarvan de kortste iets langer dan een minuut en de langste ruim 14 minuten duurt.
Het nummer stond in 1985, het jaar van de officiële release, op de soundtrack van de film Pumping Iron II: The Women en is later gebruikt in de soundtrack van de film Glitter uit 2001 met Mariah Carey in de hoofdrol. Het werd gedraaid tijdens het huwelijk van Madonna en Sean Penn. Daarna is het ook gebruikt in het computerspel Grand Theft Auto: Vice City Stories uit 2006. Dat dit ruim twintig jaar na het componeren gebeurt, geeft aan dat het een vrij tijdloos nummer is, maar ook dat het een succesvol nummer is, ondanks dat het slechts een bescheiden hit was: het haalde in 1985 de 51ste plaats in de UK Singles Chart.
Het nummer is gecoverd, geremixt en gesampled door verschillende artiesten. LL Cool J samplede 'Moments in Love' in de remix-versie van zijn hit "Doin it" uit 1995. In 2007 maakte de dubstepproducer Caspa een remix van het nummer die uitgebracht werd als single sided 12-inch in de Milf Series, onofficiële uitgaven van het label Dub Police.
Op het nummer is de klank "ARR1" te horen, die werd ingespeeld op een Fairlight CMI.

## Hitnoteringen

### Nederlandse Top 40
| Hitnotering: 18-04-1987 t/m 30-05-1987 | Hitnotering: 18-04-1987 t/m 30-05-1987 | Hitnotering: 18-04-1987 t/m 30-05-1987 | Hitnotering: 18-04-1987 t/m 30-05-1987 | Hitnotering: 18-04-1987 t/m 30-05-1987 | Hitnotering: 18-04-1987 t/m 30-05-1987 | Hitnotering: 18-04-1987 t/m 30-05-1987 | Hitnotering: 18-04-1987 t/m 30-05-1987 | Hitnotering: 18-04-1987 t/m 30-05-1987 |
| Week:                                  | 1                                      | 2                                      | 3                                      | 4                                      | 5                                      | 6                                      | 7                                      |                                        |
| -------------------------------------- | -------------------------------------- | -------------------------------------- | -------------------------------------- | -------------------------------------- | -------------------------------------- | -------------------------------------- | -------------------------------------- | -------------------------------------- |
| Positie:                               | 27                                     | 19                                     | 11                                     | 10                                     | 12                                     | 14                                     | 22                                     | uit                                    |

### NederlandseSingle Top 100
| Hitnotering: 14-03-1987 t/m 27-06-1987 | Hitnotering: 14-03-1987 t/m 27-06-1987 | Hitnotering: 14-03-1987 t/m 27-06-1987 | Hitnotering: 14-03-1987 t/m 27-06-1987 | Hitnotering: 14-03-1987 t/m 27-06-1987 | Hitnotering: 14-03-1987 t/m 27-06-1987 | Hitnotering: 14-03-1987 t/m 27-06-1987 | Hitnotering: 14-03-1987 t/m 27-06-1987 | Hitnotering: 14-03-1987 t/m 27-06-1987 | Hitnotering: 14-03-1987 t/m 27-06-1987 | Hitnotering: 14-03-1987 t/m 27-06-1987 | Hitnotering: 14-03-1987 t/m 27-06-1987 | Hitnotering: 14-03-1987 t/m 27-06-1987 | Hitnotering: 14-03-1987 t/m 27-06-1987 | Hitnotering: 14-03-1987 t/m 27-06-1987 | Hitnotering: 14-03-1987 t/m 27-06-1987 | Hitnotering: 14-03-1987 t/m 27-06-1987 | Hitnotering: 14-03-1987 t/m 27-06-1987 |
| Week:                                  | 1                                      | 2                                      | 3                                      | 4                                      | 5                                      | 6                                      | 7                                      | 8                                      | 9                                      | 10                                     | 11                                     | 12                                     | 13                                     | 14                                     | 15                                     | 16                                     |                                        |
| -------------------------------------- | -------------------------------------- | -------------------------------------- | -------------------------------------- | -------------------------------------- | -------------------------------------- | -------------------------------------- | -------------------------------------- | -------------------------------------- | -------------------------------------- | -------------------------------------- | -------------------------------------- | -------------------------------------- | -------------------------------------- | -------------------------------------- | -------------------------------------- | -------------------------------------- | -------------------------------------- |
| Positie:                               | 73                                     | 61                                     | 46                                     | 41                                     | 27                                     | 19                                     | 17                                     | 12                                     | 10                                     | 12                                     | 12                                     | 20                                     | 32                                     | 54                                     | 75                                     | 86                                     | uit                                    |